# 国民議会 (ベラルーシ)
国民議会（こくみんぎかい、ベラルーシ語: Нацыянальны сход Рэспублікі Беларусь）は、ベラルーシの立法府である。

## 概要

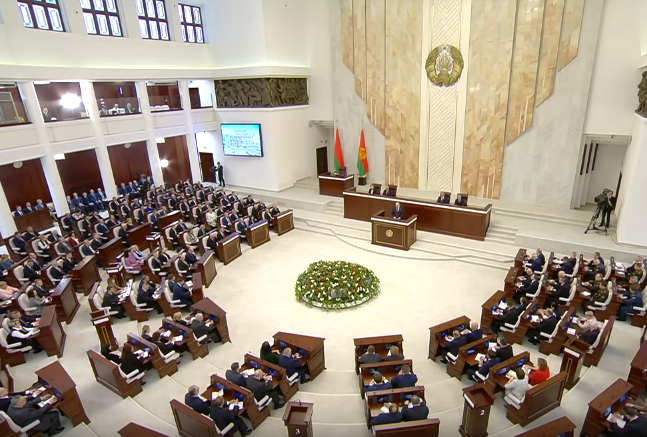
代表者院議場

上院に相当する共和国院と、下院に相当する代表者院で構成される二院制の議会である。議案の先議権は下院が有する。
ただし、ベラルーシの政治体制はアレクサンドル・ルカシェンコ大統領の支配下にあり、議会による立法の承認よりも大統領令が重要となるため、国民議会はゴム印議会と言われている。
2019年の選挙以降は議員全員がルカシェンコ支持者で占められた為、反対票が出ることは少なくなった。

## 歴史
1996年の憲法改正により、それまでベラルーシの立法府であった最高会議が廃止され設置された。